# Starwinder
Starwinder: The Ultimate Space Race è un videogioco di guida fantascientifico del 1996 sviluppato e pubblicato da Mindscape per PlayStation.

## Modalità di gioco
Simile come gameplay alla serie Wipeout, il protagonista può guidare cinque diverse astronavi attraverso 40 tracciati.